# Марк Селби
Марк Селби (на английски: Mark Selby; роден на 19 юни 1983 г. в Лестър, Великобритания) е професионален играч по снукър и билярд. Прякорът, с който е известен е „Веселякът от Лестър“. Той е световен шампион по билярд осма-топка за 2006 г. През януари 2008 г. Селби печели „Мастърс“ – своята първа голяма титла, а месец по-късно и „Уелш Оупън“. През 2014 печели за първи път световната титла в оспорван финал срещу Рони О'Съливан като повтаря това постижение и през 2016. След като отново побеждава на финала на Откритото първенство на Великобритания О'Съливан същата година, Селби става едва шестият човек в историята с по два пъти спечелени титли от Тройната корона. Световен шампион за 2014, 2016, 2017 и 2021 г.
Селби показва своя потенциал още като тийнейджър, но не „изгрява“ преди да навърши 20 години. Той достига до първия си голям финал, когато е на 19 – „Регъл Скотиш“ през 2003 г., където губи от Дейвид Грей със 7 – 9. Преди това, той вече е достигал и до полуфиналите на „Чайна Оупън“ през 2002 г., въпреки че напуска хотелската си стая в 2 часа през нощта, вместо в 2 следобед, заради отпадналост след продължителното пътуване със самолет. Неговият най-добър брейк е от 147, постигал го е веднъж.
Селби достига до финалния квалификационен етап на Световното първенство по снукър през 2002, 2003 и 2004 г., като губи всеки път, но оттогава той винаги присъства в Крусибъл. През 2006 г. той достига до финалите въпреки отбелязания от опонента му Робърт Милкинс брейк от 147. В Шефилд той играе срещу Джон Хигинс всеки път до 2008, като губи през 2005 г., но си отмъщава затова през 2006 г., за да загуби отново на финала от 2007 г. През 2009 г. Марк Селби побеждава Хигинс на полуфинала на „Мастърс“, което го изпраща в двубой за трофея срещу световния шампион Рони О'Съливан. Марк играе много добре, но пропускът му от един от последните фреймове решава мача в полза на „Ракетата“. Той губи с 10 – 8.
На Световното първенство през 2007 г., той побеждава Стивън Лий с 10 – 7 в първия рунд, а след това и бившия световен шампион Питър Ебдън с 13 – 8, като реализира 5 сенчъри брейка, което му осигурява място на четвъртфиналите. В четвъртфинал той побеждава Алистър Картър с 13 – 12, като мачът продължава повече от 9 часа. Той достига до финала като отстранява Шон Мърфи със 17 – 16, благодарение на решаващ брейк от 64 точки. Срещу Хигинс, Селби изостава с 4 – 12 след неделната сесия, но печели всичките 6 фрейма, играни през третата сесия в понеделник следобед, докато времето за игра не свършва, заради продължителността на фреймовете. Така Селби губи с 13 – 18, но чудесното му представяне носи сумата от 110 000 паунда. Джон Хигинс отбелязва в своята реч на финала, че Селби е бил най-впечатляващият играч на турнира. Тези изяви през сезон 2006/2007 г. печелят на Селби място в топ 16 за първи път, където той е класиран под номер 11.
Постиженията на Селби от световните турнири през 2007 също му печелят наградата на 888.com за изключително представяне. В края на сезон 2006/2007 г. Селби вече е натрупал значителната сума от 377 425 паунда от кариерата му като професионален снукър играч.
След умерен старт на сезон 2007/2008 г. Селби се изкачва във втория по важност професионален шампионат по снукър – „Шампионатът на Обединеното Кралство“, като достига до полуфиналите на събитието. Той води със 7 – 5 срещу Рони О'Съливан, но ускорява прекалено решаващ фрейм и губи с 8 – 9.
На 20 януари 2008 г. Селби печели своя пръв голям турнир „Мастърс“. По пътя към финала той отстранява Стивън Хендри, Стивън Магуайър и Кен Дохърти. На финала срещу Стивън Лий Селби взема контрол над масата и реализира 5 поредни фрейма като печели убедително с 10 – 3. Играта на Селби от този финал е на много високо ниво с четири сенчъри брейка. Усилието му в последния фрейм, тоталното разчистване, му носи 141 точки. След мача Селби споделя: „От доста време чуках на вратата на успеха. Световният шампионат миналата година бе прекрасно изживяване, но да спечеля „Мастърс“ е просто невероятно. На 24 години съм, но след всичките завързани мачове тази седмица се чувствам сякаш съм на 40!“. Той е петият играч в историята след Джон Спенсър (1975 г.), Дъг Маунтджой (1977 г.), Тери Грифитс (1980 г.) и Стивън Хендри (1989 г.), спечелил на „Уембли“ още при първото си появяване.
На 17 февруари 2008 г., Марк печели оспорван финал срещу Рони О'Съливан с 9 – 8, който му донася и трофея на „Уелш Оупън“. Мачът е изключително драматичен. Селби губи в резултата с 5:8, но успява да покаже воля и обръща мача в своя полза след 4 последователни фрейма. С тази победа успява да си върне на „Ракетата“ О'Съливан за нанесената му загуба на Турнира на Обединеното Кралство през 2007 г. Все пак през април 2008 той не успява да постигне своя миналогодишен успех в Крусибъл. Въпреки че е един от фаворитите за спечелване на световната титла, той е отстранен още в първия етап от Марк Кинг. Впоследствие световния шампион става Рони О`Съливан.
Марк Селби е фен на футболния отбор на Лестър, който е подкрепял още от детството си. Той е известен и като почитател на дартса, тъй като присъства на Световното първенство през 2008. Приятелката на Марк – Вики Лейтън, която често присъства на неговите важни мачове, е ирландски играч на билярд осма-топка.
На 6 юни 2009 г. Марк Селби постига първият официален максимум в кариерата си. Това се случва в среща от груповата фаза срещу Джо Пери на турнира Jiangsu Classic 2009.